# Capitaine de vaisseau (Canada)
Pour les articles homonymes, voir Capitaine de vaisseau et Captain.

Insignes de capitaine de vaisseau
Captain

Capitaine de vaisseau ou Captain est un grade utilisé dans la marine militaire canadienne. 
Dans la Marine royale canadienne des Forces armées canadiennes, le grade de capitaine de vaisseau (en anglais : Captain (Navy)) existe depuis 1996 pour le Cadre des Instructeurs de Cadets et pour toute la marine depuis 1998. Son abréviation est « capv » et on s'adresse à lui en lui disant « Capitaine ». Anciennement, le nom du grade était « capitaine de marine ». Ce grade correspond à celui de colonel dans l'Armée canadienne et dans l'Aviation royale du Canada.

## Insigne de grade
| Précédé par Capitaine de frégate | Capitaine de vaisseau | Suivi par Commodore |

- Tenue de service courant
  - manchon d'épaule ou « épaulette molle »
- Tenue de mess
  - les uniformes de mess de la marine canadienne sont repris des uniformes de la Marine royale canadienne, eux-mêmes modelés sur ceux de la Royal Navy britannique.